# 爾朱顯壽
爾朱顯壽（？－？），爾朱天光的弟弟，北魏末年軍事人物。

## 生平
中興二年閏三月壬寅（532年4月28日），爾朱天光前往討伐高歡，留爾朱顯壽留守長安，後侯莫陳悅與賀拔岳背叛爾朱天光，合軍襲擊長安，派宇文泰以輕騎作先鋒，爾朱顯壽棄城向東逃去，在華陰被賀拔岳等生擒。

## 引用
1. ↑  《資治通鑑‧卷一百五十五》：閏月，壬寅，天光自長安，兆自晉陽，度律自洛陽，仲遠自東郡，皆會於鄴，眾號二十萬，夾洹水而軍，節閔帝以長孫稚為大行台，總督之。
2. ↑  《周書‧卷一‧帝紀第一》：普泰二年，爾朱天光東拒齊神武，留弟顯壽鎮長安。秦州刺史侯莫陳悅為天光所召，將軍眾東下。岳知天光必敗，欲留悅共圖顯壽，而計無所出。太祖謂岳曰：「今天光尚邇，悅未有二心，若以此事告之，恐其驚懼，然悅雖為主將，不能制物，若先說其眾，必人有留心。進失爾朱之期，退恐人情變動，乘此說悅，事無不遂。」岳大喜，即令太祖入悅軍說之，悅遂不行。乃相率襲長安，令太祖輕騎為前鋒。太祖策顯壽怯懦，聞諸軍將至，必當東走，恐其遠遁，乃倍道兼行。顯壽果已東走，追至華山，擒之。

## 可參考的文獻
- 《資治通鑑‧卷一百五十五》
- 《周書‧卷一‧帝紀第一》